# 에바 (신조어)
에바는 청소년들 사이에서, 정도를 넘어서 지나치게 하는 행동을 이르는 말이다. '과장되게 행동하다'라는 의미의 콩글리쉬인 '오버(over)와 유사 하다. '이거는 아니지...'라는 생각이 드는 상황에 쓰인다.

## 어원
- 21세기 이전부터 골프 파5홀에서 4오버파(쿼트러플 보기)했을 때, 즉 엄청나게 낮은 기록일 때 '애바'[2]라는 말을 썼다는 보고가 있다.[3]
- 2005년 경부터 서울, 수원 일부 지역에서 에러+오바라는 의미로 쓰였었다는 보고가 있다.
- 2011년도 조선일보 기사에서는 애벌레+바퀴벌레의 첫 글자를 딴 말이라는 주장이 나온다.[4]
- 단순히 오바의 발음을 비틀어 에바가 된 것이라는 설도 있다. 이 경우 음운론적으로는 역모음조화 현상에 해당한다. (양성+양성 → 음성+양성)
- 1997년에는 장애자를 줄인 애자를 돌려 말한 의미로 사용했다.